# رامین کامران

رامین کامران

رامین کامران (زاده آبان ۱۳۳۷ در تهران) جامعه‌شناس، نویسنده، مترجم و فعال سیاسی ایرانی ساکن فرانسه است. او از سال ۱۳۵۵ در فرانسه زندگی می‌کند و از همکاران نزدیک شاپور بختیار، نخست‌وزیر سابق ایران بوده است.
رامین کامران و همکارش در سال ۲۰۰۷ برای کتاب ما ایران را فراموش کردیم. توتالیتاریسم قرن بیستم برندهٔ بهترین کتاب سال فرهنگستان علوم اخلاقی و سیاسی فرانسه در رشتهٔ علوم انسانی به نام جایزهٔ لوئیس مارین شدند.
او یکی از امضا کنندگان بیانیهٔ ۵۰ نفر از هنرمندان، نویسندگان، روشنفکران و دانشگاهیان ایرانی در دفاع از سلمان رشدی در برابر فتوای سید روح‌الله خمینی بود که به همت مهشید امیرشاهی منتشر شد و در آن هنگام، بازتابی جهانی پیدا کرد. رامین کامران به دنبال براندازی جمهوری اسلامی و جایگزینی آن با یک نظام سیاسی دمکراتیک، لیبرال و لائیک می‌باشد. یکی از مؤثرترین تلاش‌های وی تهیه و تدوین استراتژی و ارائه روش عملی برای براندازی جمهوری اسلامی است که به صورت رایگان و خطاب به آزادیخواهان ایران نوشته شده است. نکته قابل توجهی که در وهلهٔ اول، توجه نظر مخاطبِ کتاب را به خود جلب می‌کند، انتخاب نام آن است که دقیقاً به قرینهٔ نام کتاب مشهور سید روح‌الله خمینی، معروف به ولایت فقیه (برقراری حکومت اسلامی) و در تقابل و تضاد با آن، یعنی ضد ولایت فقیه (براندازی حکومت اسلامی) نامگذاری شده است.

## زندگی‌نامه
رامین کامران تحصیلات ابتدایی را در مدرسهٔ دو زبانه و مختلط ماریکا در تهران و تحصیلات متوسطه را در دبیرستان دو زبانه و مختلط رازی در تهران گذاراند. وی بعد از اخذ دیپلم طبیعی برای ادامهٔ تحصیلات، به فرانسه رفت و در دانشگاه پاریس ۱۰ (دانشگاه نانتر) در رشتهٔ جامعه‌شناسی به تحصیل ادامه داد و دکترای خود را در سال ۱۹۸۷ اخذ نمود. وی سپس در سال ۱۹۹۶ از دانشگاه پاریس ۱ (پانتئون سوربن) فوق لیسانس فلسفه اخذ نمود.

### تحصیلات و فعالیت‌های علمی
رامین کامران دکترای خود را در جامعه‌شناسی سیاسی در دانشگاه پاریس ۱۰ در پاریس و فوق لیسانس خود را در فلسفه از دانشگاه پانتئون-سوربن پاریس دریافت کرد. او به عنوان پژوهش‌گر در «مرکز تاریخ نظام‌های فکری مدرن»، در دانشگاه پانتئون سوربن، و به عنوان مدرس در مؤسسهٔ ملی زبان‌های شرقی کار کرد. زمینه‌های تحقیقاتی وی شامل رژیم‌های سیاسی، روابط بین‌الملل، الهیات، تاریخ معاصر ایران و نظریه انتقادی است. انتشارات او شامل فتوای علیه رشدی، یک تفسیر استراتژیک (۱۹۹۷)؛ ستیز و مدارا (۱۹۹۹)؛ بازیگر و دلایل او، ترکیبات پیشنهادی به ریموند بودون (۲۰۰۰)؛ جنبه‌های جهانی شدن سیاسی (۲۰۰۳)؛ دفترچه‌های علوم اخلاقی و سیاسی (۲۰۰۳) و ایران، اسلام‌گرایی در بن‌بست (۲۰۰۳) است.

### همکاری با ژان بشلر
نتیجهٔ همکاری رامین کامران و ژان بشلر (Jean Baechler)* اثری به ویراستاری ژان بشلر و رامین کامران بود که با عنوان «جنبه‌های جهانی شدن سیاسی»(Aspects de la mondialisation politique) در سال ۲۰۰۳ میلادی منتشر شد.

### فعالیت‌های دانشگاهی
- پژوهش‌گر دانشگاه سوربن فرانسه[۱۱][۱۲][۱۳][۱۴][۱۵][۱۶][۱۷]

## فعالیتهای سیاسی
بنا به اظهارات رامین کامران، او در سال های آغازین انقلاب به صف مخالفان جمهوری اسلامی پیوسته است. او با تأسیس سازمان ملی و مستقل دانشجویان ایرانی در پاریس به هواداری از شاپور بختیار پرداخت و سپس با گروه خود به عنوان بخشی از نهضت مقامت ملی فعالیت کرده و سازمان جوانان نهضت مقاومت ملی ایران را ایجاد کرد. او چند سال بعد از ترور شاپور بختیار به همراه حسن بهگر اقدام به تأسیس سازمان ایران لیبرال کرد.

## چهار خانواده سیاسی عصر مدرن ایران
رامین کامران در مقاله‌ای با اقتباس از پژوهشی که به زبان فرانسه انجام داده است، با ترسیم دقیق مرزهای زمانی تاریخ معاصر ایران، به کاوش در رویدادهای سرنوشت‌ساز این دوره پرداخته است. وی با نگاهی ریزبینانه، ارتباط بین این رویدادها را آشکار ساخته و با شناسایی بازیگران اصلی صحنهٔ سیاست، آن‌ها را در چهار خانواده سیاسی گنجانده است.
این پژوهش نشان می‌دهد که تمامی کشمکش‌های تاریخ معاصر ایران، ناشی از تقابل و رقابت این چهار خانواده سیاسی بوده و دگرگونی‌های عمیق اجتماعی نیز تحت تأثیر مستقیم اهداف هر یک از این خانواده‌ها شکل گرفته، چرا که هر کدام خواستار یک نظام معین سیاسی خاص می‌باشند. بدین ترتیب، رامین کامران با محور قرار دادن سیاست، به تحلیل جامع و منسجمی از تحولات تاریخ معاصر ایران دست یافته است. این پژوهش برای فارسی زبانان در مقاله‌ای به زبان فارسی تلخیص گشته.
رامین کامران بر این باور است که برای درک بهتر چرایی وضعیت کنونی ایران و حل مشکلات فعلی ایرانیان، بررسی و تقسیم‌بندی تاریخ معاصر ایران از منظر سیاسی ضروری است تا بتوان تصویری دقیق از کشمکش‌های آن به دست آورد. او تاریخ ایران را بر اساس تأثیرگذارترین رویداد سیاسی-تاریخی، یعنی انقلاب مشروطه، به دو دورهٔ قبل و بعد از آن تقسیم می‌کند و این انقلاب را، به دلیل تغییر بنیادین در شیوهٔ حکمرانی ایران، نقطهٔ عطفی در تاریخ کشور می‌داند. به باور رامین کامران، ایرانیان با این انقلاب پا به دوران مدرن نهادند و با تبدیل سلطنت به نظام مشروطهٔ پادشاهی، از طریق تجدد سیاسی و استقرار نظام سیاسی لیبرال دموکراسی، کشور را در مسیر تجدد قرار دادند. وی محور اصلی تمام کشمکش‌های تاریخ معاصر ایران، از زمان برقراری نظام لیبرال با انقلاب مشروطه تا استقرار نظام استبدادی مذهبی کنونی را، جدال بر سر تعیین نظام سیاسی ایران می‌داند. به باور وی در عصر جدید چهار انتخاب سیاسی پیش روی ایرانیان و مردم تمام ممالکی است که پا به دوران تجدد گذاشته‌اند. این گزینه‌ها عبارتند از: دمكراسی لیبرال، توتالیتاریسم ارتجاعی، توتالیتاریسم رادیكال و نظام اتوریتر. دموکراسی لیبرال دارای نقش محوری است و به معنای واقعی کلمه معادل تجدد سیاسی است. این چهار انتخاب باعث شکل‌گیری چهار خانواده سیاسی در جامعهٔ مدرن گشته که هر کدام خواستار برقراری یکی از این چهار انتخاب‌ سیاسی می‌باشند. درگیری میان این چهار خانواده سیاسی عامل اصلی تغییرات عمدهٔ تاریخ معاصر ایران بوده که با انقلاب مشروطه آغاز و تاکنون ادامه داشته و تا روی کار آمدن دموکراسی لیبرال ادامه خواهد داشت.
کودتای رضا شاه، نهضت ملی نفت و انقلاب اسلامی نقاط اصلی و تلاقی‌های این جدال سیاسی هستند که هر کدام، بسته به پیروزی هر طرف، منجر به تغییر نظام سیاسی شده‌اند. در این سیر تاریخی، دموکراسی لیبرال و آزادی‌خواهان ایرانی، یک بار در کودتای ۱۲۹۹ توسط رضا شاه، بار دیگر در کودتای ۲۸ مرداد ۱۳۳۲ توسط محمدرضا شاه، و بار سوم در سال ۱۳۵۷ با پیروزی انقلاب اسلامی و استقرار نظام استبدادی توتالیتر مذهبی، از کسب قدرت سیاسی بازماندند. شاپور بختیار، آخرین تلاش عمدهٔ لیبرال‌ها در این نزاع سیاسی تا به امروز بود که با وجود تمام قابلیت‌ها و شجاعتش در برابر خمینی و استقرار نظام اسلامی، در این مبارزهٔ تاریخی ناکام ماند؛ بنابراین، محمد مصدق و شاپور بختیار به عنوان چهره‌های شاخص لیبرال‌های ایران تا به امروز شناخته می‌شوند. رامین کامران بر این باور است که در دور بعدی این کشاکش سیاسی-تاریخی، خواستاران آزادی با نظام سیاسی مطلوبشان، یعنی دموکراسی لیبرال و لائیک، پیروز خواهند شد. او شانس آزادی‌خواهان را در این رقابت سرنوشت‌ساز، بیشتر از سایر رقبای استبدادیش می‌داند.

همان‌طور که در ابتدای این بخش گفته شد، وی پیرو همین موضوع، پژوهشی را به زبان فرانسه تحت عنوان چهار خانوار سیاسی عصر مدرن ایران انجام داده و در ابتدای مقاله مرتبط با این پژوهش خود به آن اشاره می‌کند:
این مقاله که دو بخش دارد صورت تلخیص شده پژوهش مفصلی است که به زبان فرانسه انجام داده‌ام و در شرف انتشار است. طولانی شدن آن به دلیل لزوم گردآوری رئوس مطالب است که برای به دست دادن تصویر کامل لازم است.
تلخیص شدهٔ پژوهش چهار خانواده سیاسی ایران و رئوس مطالب:
- انتخاب نظام سیاسی اساسی‌ترین و حیاتی‌ترین انتخاب در حوزهٔ سیاست است
- ما در دوران جدید می‌توانیم از بین چهار نظام سیاسی یکی را برگزینیم
- تاریخ معاصر ایران حول جدال بر سر تعیین نظام سیاسی شکل گرفته است
- چهار خانوادهٔ سیاسی ایران هرکدام خواستار یک نظام معین سیاسی هستند
- حافظهٔ تاریخی ما با توجه به این کشاکش شکل پیدا می‌کند

## نظرات و عقاید

### رضا شاهوخمینی
رامین کامران در واکنش به افرادی که لزوم ظهور رضا شاه جدیدی را برای مقابله با حکومت اسلامی ساختهٔ دست خمینی ملزم بیان می‌کنند، به تشریح نظام سیاسی که به دست رضا شاه بر پا گردید می‌پردازد. او حکومت استبدادی رضا شاه را نظامی اتوریتر (نظام سیاسی اقتدارگرا) معرفی می‌دارد و ضمن صحه‌گذاری بر وجود عیوب فردی رضا شاه، توجهات را به اهمیت عیب اصلی او جلب کرده و با تعریف وظیفهٔ اصلی حکومت، باقی وظایف آن را فرعی می‌شمارد، از جمله خدماتی را که برای رضا شاه شمرده می‌شود. وی به وجه اشتراک رضا شاه و خمینی نیز اشاره کرده و چنین می‌نویسد:
تکه‌تکه عرضه کردن خدمات و سجایای رضا شاه و از آن‌ها فهرست‌های دراز و کوتاه درست کردن، دردی را دوا نمی‌کند. باید به حکومت او و دستاوردهایش نگاهی جامع داشت و قالب این جامعیت، جز نظام سیاسی نیست. البته که راه و جاده ساختن، کارخانه برپا کردن، ارتش را نظم دادن، همه از جملهٔ وظایف حکومت است ولی وظیفهٔ اصلی آن نیست اگر بود نام هیتلر هم به دلیل اتوبان‌هایی که داد ساختند در تاریخ باقی می‌ماند نه به دلیل جنایاتش. وظیفهٔ اصلی حکومت برقرار کردن نظم عادلانه و متعادل در جامعه است، نظمی که جز بر پایهٔ آزادی نمی‌تواند شکل بگیرد. باقی خدمات، حال هر قدر هم لازم، در مقابل این یکی فرعی است. کسی که متوجه این نکته نشود و خیال کند که چیزی از برقراری عدالت و آزادی در جامعه مهم‌تر است و می‌توان آنرا از حکومت‌های آزادی کُش طلبید، برای امربری ساخته شده و لیاقت زندگانی آزاد را کسب نکرده است. این دلخوشی از زور شنیدن مشکلی شخصی است ولی وقتی در صحنهٔ اجتماع عرضه شد دیگر انتخابی نیست که فقط به زندگانی یک نفر مربوط باشد، حیات آن‌هایی را هم که سزاوار زندگی آزادند مختل می‌کند. آنچه که در مورد رضا شاه اساساً مورد ایراد است عیوب فردی او نیست که کم هم نبود، حتی پشتیبانی انگلستان هم نیست که البته مایهٔ سرافکندگی است ولی فقط مربوط به یک دوره از حیات سیاسی اوست، نظام اتوریتری است که با کمک خارجی ولی به دست خود بر پا کرد. این نظام که دستاورد اصلی اوست به عیب‌های فردی وی مجال رشد بی حساب داد و از آن مهم‌تر روش فاسدی را بر حیات سیاسی و اجتماعی میلیونها ایرانی تحمیل کرد که ما هنوز درگیر پرداخت بهایش هستیم. رضا شاه واروی خمینی نیست که از دست یکی، به دیگری پناه ببریم. این هر دو واروی دموکراسی لیبرال هستند که به یکسان دشمنش داشته‌اند و با تمام توان در راه نابودیش کوشیده‌اند.» — رامین کامران، دلتنگی برای رضا شاه؟

### کودتای ۲۸ مردادو حامیانش
رامین کامران دربارهٔ کسانی که از کودتای ۲۸ مرداد حمایت می‌کنند و آن را اقدامی قابل قبول می‌شمارند؛ در مصاحبه‌ای چنین اظهار نظر کرد:
«افرادی که کودتای ۲۸ مرداد را تأیید می‌کنند انگیزهٔ سیاسی پستی دارند. خارجی را (اگر) بگذارید، در تمام امورات شما دخالت می‌کند. پول خرج می‌کند و وزیر و نخست‌وزیر تعیین می‌کند. (بنابراین) دست خارجی باید کوتاه بشود.»

### جمهوری اسلامی
رامین کامران در خصوص رژیم جمهوری اسلامی و لزوم تغییر این رژیم چنین می‌گوید:
چون نظام اسلامی را اصلاح ناپذیر می‌دانم. مانع اصلی این کار قانون اساسی این نظام است که سند هویت اوست. این قانون نه فقط اسطقس محکمی دارد که به قصد حفاظت از استبداد روحانیت در برابر بیان ارادهُ آزاد مردم، طرح شده است؛ بلکه حتی اگر بخواهیم تمامی محتوایش را هم تغییر بدیم و فقط اسمش را نگه داریم، باز مانع رسیدن به هدف مان خواهد شد. عنوان «قانون اساسی جمهوری اسلامی ایران» باز ما را وادار خواهد کرد تا برای این صفت «اسلامی»، در محتوای قانون هم ما به ازایی بیابیم و به ترتیبی به مذهب ارتباطش بدهیم که خود نفی کنندهُ آزادی خواهد بود ـ هم برای مسلمانان و هم غیرمسلمانان که از همین‌جا در حاشیهُ نظام قرار خواهند گرفت.

به اعتقاد من، باید نظام سیاسی ایران را عوض کرد و نظام فعلی را با نظامی دمکراتیک (یعنی متکی به شراکت برابر مردم ایران در حق حاکمیت)، لیبرال (یعنی از همان نوعی که در مغرب زمین می‌بینیم، نه اسلامی یا خلقی یا قومی و …) و لاییک (یعنی با جدا کردن دین از سیاست که شرط برقراری برابری است و آزادی عمل کردن منطق سیاست)، جایگزین نمود.

### نظام پادشاهی
رامین کامران در مورد میزان مقبولیت نظام پادشاهی، نزد جامعهٔ ایران در سال ۱۳۵۷ می‌گوید:
«اگر پادشاهی در ایران یک اعتبار معقولی می‌داشت، به انقلاب ۱۳۵۷ دچار نمی‌شد. پهلوی سه مشخصه دارد: دزدی، استبداد و نوکری خارجی؛ از روز اولِ پهلوی بوده تا روز آخر هم بوده!»

### دلایل مدافعان فلسطین در تقابل با اسرائیل
رامین کامران به لیستی از دلایلی اشاره می‌کند که از سوی آن‌هایی که از فلسطین دفاع می‌کنند به کرات بیان گردیده است. رامین کامران در این‌باره می‌نویسد:
«آن‌هایی که از فلسطین دفاع می‌کنند، دفاعی که مترادف موضع‌گیری علیه اسرائیل است، دلایلی دارند که می‌توان به سادگی فهرست کرد ـ بارها تکرار شده است.
- اول از همه اینکه منافع خود و ملتشان را در نظر می‌گیرند که به سختی می‌توان بی اعتبارش شمرد. دشمنی اسرائیل با ایران و نه فقط نظام اسلامی، کاملاً روشن است، حتی اگر اولی را تحت لوای دومی به ایرانیان عرضه می‌کند. پشتیبانی از گروه‌های تجزیه‌طلب، تشویق انواع فشار و به‌خصوص فشار اقتصادی بر مردم ایران و بسیج نیرو در جهت منزوی کردن و تضعیف کشور، تشویق آمریکا به حمله به ایران، همه و همه به صورت دائم صورت می‌پذیرد. قصد، شکستن کمر ایرانیان است و از هم پاشاندن کشورشان. انواع ترور و حملات متوجه به ایران را نیز نمی‌توان از قلم انداخت.
- توسعه طلبی اسرائیل نیز هست. این کشور از روز اول تعیین نکرده که مرزهایش کجاست و اصلاً هم علاقه‌ای به این کار نشان نمی‌دهد. وقتی چنین برنامه‌ای در کار است، آن‌هم از سوی کشوری که ریشه تاریخی ندارد مگر افسانه‌های لق و مبهم چند هزار سال پیش، کار عملاً هر شکلی می‌تواند بگیرد و تا هر کجا می‌تواند برود. نه فقط تبعات کوشش در این راه، حتی اگر ناموفق باشد، می‌تواند دامنگیر ایران بشود، اگر به توسعهُ گسترده اسرائیل ختم گردد، جداً اسباب زحمت خواهد شد، چون اساساً حد یقف ندارد. پس هر چه که در راه این توسعه مانع ایجاد کند، ارزشمند است.
- مدل حکومتی اسرائیل هم در جای خود واجد اهمیت است. حکومتی که از دل مذهب درآمده، به یک ایدئولوژی مذهبی مبتنی بر غصب مقام تاریخی منجی آخرالزمان تکیه دارد و تمامی بار تعصب مذهبی را وارد میدان سیاست کرده است، سرمشق بسیار بدی است برای تمامی منطقه و حتی دنیا ـ به آمریکا نگاه کنید. درست است که ما هم‌اکنون گرفتار مشکل مشابهی در قالب تشیع هستیم، ولی برای رفع آن و ساقط کردن حکومت اسلامی موجود می‌کوشیم. وجود الگوی مشابهی در همسایگی ما کارمان را تسهیل نمی‌کند که هیچ، می‌تواند دیگران را هم به این سو منحرف سازد، به‌خصوص که این کشور تا به حال از بابت کسب قدرت و تحمیل خود به دیگران موفق عمل کرده. یادآوری کنم که اسلامگرایان ایرانی، برای توجیه رفتار و روش خود کم به مورد اسرائیل استناد نکرده‌اند و نمی‌کنند. هر کس بخواهد پای مذهب را به سیاست بکشد تا راه رسیدن به اهداف خویش را هموار سازد، از چنین منابعی الهام می‌گرد. این روش فاسد است و این راه خطرناک.»

رامین کامران در ادمه، حق و استقلال رأی برای افرادی را که این دلایل را نپذیرند محفوظ دانسته و به این ترتیب از نقش رسانه‌های فارسی‌زبان بزرگ در تبلیغ گفتار جایگزین در واکنش به این دلایل ارجاع می‌کند و نقش رضا پهلوی را، واسطهٔ دخالتی می‌بیند که اسرائیل برای ایران در نظر دارد. رامین کامران با در نظر گرفتن حق آزادی اندیشه و بیان برای هر کس این حق را محترم می‌شمارد که بخواهد موضع طرفداری از سیاست اسرائیل در قبال ایران را اتخاذ کند ولی حق این را ندارد که این خواسته‌ها را که از دید وی، جز منافع و تأمین سیاست‌های اسرائیل، چیز دیگری نیست را به عنوان خواست و منافع ملت ایران جا بزند و چنین تصویری را وانمود کند. وی این مطالب را بدین شرح می‌نگارد:
رامین کامران در ادمه، حق مخالفت یا عدم پذیرش این دلایل از سوی افراد را، محفوظ دانسته و در این زمینه مخاطب را به نقش رسانه‌های فارسی‌زبان بزرگ در واکنش به این دست از دلایل به تلاش بی‌وقفه آن‌ها در تبلیغ گفتاری جایگزین و متقابل ارجاع می‌دهد که در آن پهلوی واسطهٔ دخالتی است که اسرائیل برای ایران در نظر دارد. رامین کامران با در نظر گرفتن حق آزادی اندیشه و بیان، این حق را محترم می‌شمارد که هر کسی باید بتواند موضع طرفداری از سیاست اسرائیل در قبال ایران را چنانچه مفید میپندارد، اتخاذ کند ولی حق این را ندارد که این خواسته‌ها را که جز منافع و تأمین سیاست‌های اسرائیل، چیز دیگری نیست، به عنوان خواست و منافع ملت ایران جا بزند و چنین تصویری را وانمود کند. وی این مطالب را بدین شرح می‌نگارد:
«میتوان این براهین را نپذیرفت و گفتار جایگزینی عرضه کرد که همه روزه از سوی رسانه‌های بزرگ فارسی‌زبان خارج تبلیغ می‌گردد. طرف مقابل هم براهین سیاسی دارد، هرچند بسط نایافته و خام. اصلش این است که اسرائیل متحد مردم ایران است علیه نظام اسلامی. واسطهُ دخالت اسرائیل هم پهلوی است که به صورت منجی به ایرانیان معرفی می‌شود، البته با تبلیغاتی که هرچند وسیله بسیار در اختیار دارد، از نظر ساختار به نهایت ابتدایی است و در حد کتاب مصوری که برای بچه‌ها سر هم کرده‌اند. نمی‌گویم که کسی حق ندارد این راه را انتخاب نماید، ولی قاطعا می‌گویم که این حرف‌ها بی‌پایه است و خلاف منافع ایران و مردمش ـ حال نظام سیاسی کشور هر چه باشد. هرکس می‌تواند موضع طرفداری از سیاست اسرائیل در قبال ایران را اتخاذ کند، ولی حق ندارد این‌را طرفداری از منافع ایران وانمود سازد. حق همه برای انتخاب سیاسی محفوظ است، ولی حق دیگران نیز برای نقد و رد اعتبار آن نیز به همچنین. کسی نمی‌تواند حقوق مردم فلسطین را انکار نماید و از دیدگاه انسانی و فرهنگی دفاع از این حقوق را مردود بشمارد. اگر هم بخواهد فقط از دریچه سیاست و فارغ از هر دغدغهٔ دیگر به این مسئله بنگرد، می‌باید براهینی محکمتر از اینهایی که می‌شنویم به دیگران عرضه بدارد.»

### تلاش برای فروپاشی ایران توسط بیگانگان
رامین کامران در مصاحبه‌ای چنین می‌گوید:
بزرگ‌ترین خطری که مردم را تهدید می‌کند، فشار آمریکاست و متحدانش اسرائیل و عربستان سعودی. برنامه ای که در حقیقت توسط اسرائیل تدوین شده و به وسیلهٔ نو محافظه کاران به سیاست آمریکا تحمیل شده، از هم پاشاندن ایران است. هدف هم خرد کردن کشورهای خاور میانه است به کشورهایی که اسرائیل بتواند بر آنها تفوق داشته باشد وهر کار می‌خواهد بکند. غارت منابع هم جای خود را دارد. نگاهی به عراق و سوریه و لیبی بکنید تا دستتان بیاید که برای ما چه خوابی دیده‌اند.

## نقل قول‌ها
‫جلال بابایی در نقد و بررسی کتاب نظرات و مناظرات (نوشتهٔ رامین کامران)، ‬عدم ذکر برخی اطلاعات جانبی در خصوص ‫این کتاب را به عنوان نقص موجود در آن قلمداد می‌کند و در این باب می‌نویسد‪:‬
‫ «اگر نویسنده کتاب‪، ‬تاریخ نخستین هریک از مقاله‌ها و نقدها و مصاحبه‌ها را با ذکر نام نشریاتی که در‬ آن‌ها به چاپ رسیده است، ‬در فهرست مندرجات یا در ذیل مقاله‌ها ذکر می‌کرد‪، ‬البته سودمندتر‬ بود‪ «. ‬‬

## تألیفات

### کتاب‌ها به فارسی
- نظرات و مناظرات[۳۰]
- ستیز و مدارا، ضد حکومت اسلامی[۳۱]
- ضد ولایت فقیه (براندازی حکومت اسلامی)[۶] این کتاب به ارائهٔ روش عمل جهت براندازی نظام جمهوری اسلامی و جایگزینی آن با یک نظام سیاسی دمکراتیک و لیبرال پرداخته است.
- انقلاب مجازی[۳۲]
- میراث مصدق (مقالاتی دربارهٔ مصدق و راه مصدق)[۳۳]
- یک ملت و دو قانون[۳۴]
- سرگردان بین دو نهایت تاریخ (مقالاتی دربارهٔ نظام اسلامی و اسلام)[۳۵]
- تقدّس و کفر[۳۶]
- یگانگی و جدایی (لائیسیته در ایران فردا) نیازمند منبع
- آیین شهروندی[۳۷]
- این صدای مزاحم (جستاری دربارهٔ آزادی بیان) نیازمند منبع

### کتاب‌ها به فرانسه
- La fatwa contre Rushdie, 1997, Paris, Kimé[۳۸][۳۹]
- L’acteur et ses raisons, mélanges en l'honneur de Raymond Boudon, ed. avec Jean Baechler et François Chazel, Paris, P.U.F. , 2000[۴۰]
- Aspects de la mondialisation politique, ed. avec Jean Baechler, Cahiers des sciences morales et politiques, Paris, P.U.F. , 2003[۴۱]
- Iran, l'islamisme dans l'impasse, Paris, Buchet-Chastel, 2003[۴۲]
- Iran, les coulisses d'un totalitarisme, avec Frédéric Tellier, Paris, Climats, Flammarion, 2007 (Primé par l’Institut, Prix Louis Marin)[۴۳]
- Le problème théologico-politique de l'islam, le livre infaillible, Paris, Harmattan, 2013[۴۴]

## عضویت‌ها
- عضو نویسندگان Buchet-Chastel[۴۵]
- عضو انجمن بین‌المللی ایران‌شناسی[۴۶][۸]

## دیگر فعالیت‌ها
- رامین کامران یکی از امضاء کنندگان بیانیهٔ ۵۰ نفر از هنرمندان، نویسندگان، روشنفکران و دانشگاهیان ایرانی در دفاع از سلمان رشدی در برابر فتوای آیت الله خمینی (رهبر انقلاب اسلامی ایران) بود که به همت مهشید امیرشاهی منتشر شد و در آن هنگام، بازتابی جهانی پیدا کرد تا جایی که متعاقب آن ۵۰ نفر از فرانسویان قدر اول به قرینهٔ این بیانیه، اقدامی مشابه را صورت دادند.[۴۷]

## جایزه‌ها
- رامین کامران و Frédéric Tellier در سال ۲۰۰۷ برای کتاب ما ایران را فراموش کردیم. توتالیتاریسم قرن بیستم برنده بهترین کتاب سال فرهنگستان علوم اخلاقی و سیاسی فرانسه در رشتهٔ علوم انسانی به نام جایزهٔ لوئیس مارین شدند.[۴۸] فرهنگستان علوم اخلاقی و سیاسی فرانسه انجمنی دانشگاهی در فرانسه و یکی از پنج فرهنگستان تشکیل‌دهندهٔ بنیاد فرانسه است.